# Vespa borealis
Vespa borealis är en getingart som beskrevs av Lewis 1897. Vespa borealis ingår i släktet bålgetingar, och familjen getingar. Inga underarter finns listade i Catalogue of Life.